# Altimo
Altimo (Альфа Телеком International Mobile) — холдинговахолдингова компанія, що входить до складу «Альфа-Груп» і управляє телекомунікаційним бізнесом «Альфи». Штаб-квартира — у Москві.

## Історія
Створена влітку 2005 року як наступник компанії «Альфа- Телеком».
У 2007 році холдинг Altimo придбав у іранського бізнесмена Мохаммада МохаммедМохаммеді за $ 11 млн 49% місцевого стільникового оператора, зобов'язавшись при цьому інвестувати $ 300 млн у його розвиток . Решта 51% акцій стільникового оператора, відповідно до вимог іранського законодавства, належать місцевим інвесторам. За даними американського телеканалу Fox News, холдинг намагався зберегти в таємниці цю угоду. Секретність викликана тим, що американські власті ввели режим санкцій щодо недружнього ним уряду Ірану. Більш того, за даними Fox News, угода здійснюється на кредит іранського Bank Saderat, підозрюваного у фінансуванні арабської терористичного угрупування " «Хезболлах "». Через це на будь-яку організацію, що має контакти з Bank Saderat, може бути накладено ембарго з боку США США .
У квітні 2010 року стало відомо про те, що належить " Altimo " пакет акцій " Мегафона " опинився в заставі у Зовнішекономбанку . Вони стали забезпеченням по кредиту на $ 1,5 млрд замість закладених перш 44% акцій "Вимпелкому ". Зміна застави знадобилася для формування капіталу Vimpelcom Ltd.
У квітні 2010 року стало відомо про те, що належить " «Altimo "» пакет акцій " Мегафона "«Мегафона» опинився в заставі у Зовнішекономбанку . Вони стали забезпеченням по кредиту на $ 1,5 млрд замість закладених перш 44% акцій "Вимпелкому "«Вимпелкому». Зміна застави знадобилася для формування капіталу Vimpelcom Ltd.